# Ауслендер, Сергей Дмитриевич
Сергей Дмитриевич Ауслендер (род. 1972) — израильский (ранее российский) военный журналист.

## Биография
Родился в 1972 году в Хабаровске.
Окончил Дальневосточный государственный университет по специальности «журналистика».
В разные годы работал в Чечне, Осетии, Абхазии, Приднестровье; в Израиле, начиная со Второй Ливанской войны. По другим данным, репатриировался в Израиль в 2008 году.
Работал на телевидении, журналист 9 канала ИТВ.
Написал книгу «Интересный пациент», повествующую о его борьбе с онкологическим заболеванием. Также написал книгу «Специальный корреспондент».
26 марта 2014 года зарегистрировал канал на YouTube. Также ведёт телеграм-канал. Он освещает различные политические события современности, уделяя особое внимание военным действиям, в частности, войне на Ближнем Востоке и российско-украинскому конфликту.
14 февраля 2025 года министерство юстиции РФ включило Сергея Ауслендера в перечень иностранных агентов за критику в отношении властей РФ и осуждение вторжения России на Украину.

## Личная жизнь
Женат, воспитывает сына и дочь.

## Награды
- Благодарность Президента Российской Федерации (23 апреля 2008 года) — за информационное обеспечение и активную общественную деятельность по развитию гражданского общества в Российской Федерации[8].